# Le Gardien invisible
Série La Vallée du Baztan
De chair et d'os
(2019)
Pour plus de détails, voir Fiche technique et Distribution.
Le Gardien invisible (El guardián invisible) est un thriller espagnol réalisé par Fernando González Molina, sorti en 2017. Il s'agit de l'adaptation du roman espagnol Le Gardien invisible (El guardián invisible) de la trilogie de La Vallée du Baztan de Dolores Redondo (2013) et du premier volet de la trilogie des films De chair et d'os (2019) et Une offrande à la tempête (2020).
Ce film est projeté en avant-première mondiale le 22 février 2017 au palais des Congrès et Auditorium de Navarre.

## Synopsis
Au bord de la rivière Baztan, en Navarre, est découvert le corps nu d'une adolescente dans la même disposition que lors d'un crime commis un mois auparavant. Une inspectrice de police, Amaia Salazar, revenue de formation au FBI mène donc une enquête au village basque d'Elizondo, son village natal, situé dans le nord de la Navarre, où elle s'était jurée de ne plus jamais revenir. Malgré son lourd passé, elle tente de trouver à tout prix le tueur en série, au cours d'une enquête errant entre superstition, sorcellerie et mythologie basque.

## Fiche technique
Sauf indication contraire, les informations mentionnées dans cette section peuvent être confirmées par la base de données cinématographiques IMDb,  présente dans la section « Liens externes ».
- Titre original : El guardián invisible
- Titre international : The Invisible Guardian
- Titre français : Le Gardien invisible
- Réalisation : Fernando González Molina
- Scénario : Luiso Berdejo, d'après le roman espagnol Le Gardien invisible (El guardián invisible) de Dolores Redondo
- Musique : Fernando Velázquez
- Décors : Antón Laguna
- Costumes : Loles García Galean et Rosa Pérez
- Photographie : Flavio Martínez Labiano
- Montage : Verónica Callón
- Production : Mercedes Gamero, Adrián Guerra, Peter Nadermann et Núria Valls
- Société de production : Nostromo Pictures et Atresmedia Cine ; Nadcon Film, ZDF et arte (coproductions)
- Sociétés de distribution : DeAPlaneta (Espagne) ; Netflix (International)
- Pays d'origine :  Espagne
- Langue originale : espagnol
- Format : couleur
- Genre : thriller
- Durée : 129 minutes
- Dates de sortie : 
  - Espagne : 22 février 2017 (avant-première au palais des Congrès et Auditorium de Navarre[1]) ; 3 mars 2017 (sortie nationale)
  - Belgique, France, Québec : 3 août 2017 sur Netflix

## Distribution
- Marta Etura (VFB : Maia Baran) : l'inspectrice Amaia Salazar
  - Idurre Puertas : Amaia, jeune
- Elvira Mínguez (VFB : France Bastoen) : Flora Salazar, la sœur d'Amaia.
- Carlos « Nene » Librado (es) (VFB : Michelangelo Marchese) : Jonan Etxaide
- Francesc Orella (VFB : Patrick Descamps) : Fermín Montés
- Itziar Aizpuru (VFB : Nicole Shirer) : la tante Engrasi
- Benn Northover (en) (VFB : Sébastien Hébrant) : James Westford, le mari d'Amaia.
- Susi Sánchez (VFB : Rosalia Cuevas) : Rosario
  - Miren Gaztañaga (eu) (VFB : Delphine Moriau) : Rosario, jeune
- Patricia López Arnaiz (VFB : Audrey d'Hulstère) : Rosaura Salazar, la sœur d'Amaia.
- Miquel Fernández (es) : le père d'Amaia
- Mikel Losada (es) : Freddy
- Quique Gago (VFB : Patrick Donnay) : Victor
- Pedro Casablanc (es) (VFB : Martin Spinhayer) : le commissaire
- Paco Tous (VFB : Benoît van Dorslaer) : Dr San Martín
- Ramón Barea (es) (VFB : François Mairet) : Alfonso Álvarez de Toledo
- Colin McFarlane : Aloisius Dupree
- Manolo Solo : Dr Basterra
- Miguel Herrán : Miguel Ángel

Version française dirigée par Rosalia Cuevas au studio Des Images et des Mots (Belgique). Informations prélevées du carton du doublage français.

## Production
Le tournage a lieu à Lesaka et Elizondo en Navarre, ainsi que dans le parc naturel du Seigneur de Bertiz.

## Accueil
Le Gardien invisible est présenté en avant-première, le 22 février 2017, au palais des Congrès et Auditorium de Navarre, avant sa sortie nationale le 3 mars 2017 en Espagne.
En France, comme d'autres pays, il est diffusé dès le 3 août 2017 sur Netflix.